# No Substance
No Substance es el nombre que da título al décimo trabajo de Bad Religion. Salió al mercado el 5 de mayo de 1998, y fue lanzado nuevamente por Atlantic Records.
Considerado por muchos críticos y fanes como el disco más flojo de la banda llegando a utilizar el nombre del álbum como resumen del disco: "Sin sustancia". Pese a ello, consiguió el puesto 78 en el Billboard 200 del año 1998 gracias a singles como The Biggest Killer In American History. Campino, líder de Die Toten Hosen, colabora en la pista Raise Your Voice!. En la composición del material del disco participaron todos los componentes, especialmente Greg Graffin y Brian Baker, que ocuparon el puesto de "cerebros artísticos" tras la marcha de Brett Gurewitz. Precisamente, la pérdida de la verdadera alma creativa del grupo es donde más inciden los críticos, ya que ni Graffin ni Baker logran trabajos tan unánimemente aplaudidos como los firmados por Mr. Brett.
Contrario a la creencia popular, la actriz estadounidense Kristen Johnston no pone imagen a la portada del álbum, lo que fue confirmado por la propia artista en su cuenta de Twitter en 2019.
El álbum fue reeditado por la discográfica Epitaph en septiembre de 2008.

## Listado de canciones
| N.º | Título                                                 | Escritor(es)            | Duración |  |
| 1.  | «Hear It»                                              | Graffin                 | 1:49     |  |
| 2.  | «Shades Of Truth»                                      | Graffin                 | 4:01     |  |
| 3.  | «All Fantastic Images»                                 | Graffin, Baker          | 2:08     |  |
| 4.  | «The Biggest Killer In American History»               | Graffin                 | 2:14     |  |
| 5.  | «No Substance»                                         | Graffin                 | 3:04     |  |
| 6.  | «Raise Your Voice!» (feat. Campino of Die Toten Hosen) | Graffin                 | 2:55     |  |
| 7.  | «Sowing The Seeds Of Utopia»                           | Graffin                 | 2:01     |  |
| 8.  | «The Hippy Killers»                                    | Graffin                 | 3:01     |  |
| 9.  | «The State Of The End Of The Millennium Address»       | Graffin, Baker          | 2:22     |  |
| 10. | «The Voracious March Of Godliness»                     | Graffin                 | 2:27     |  |
| 11. | «Mediocre Minds»                                       | Graffin, Hetson         | 1:56     |  |
| 12. | «Victims Of The Revolution»                            | Graffin, Baker          | 3:17     |  |
| 13. | «Strange Denial»                                       | Graffin                 | 3:02     |  |
| 14. | «At the Mercy Of Imbeciles»                            | Graffin, Baker, Hetson  | 1:34     |  |
| 15. | «The Same Person»                                      | Graffin, Baker, Bentley | 2:49     |  |
| 16. | «In So Many Ways»                                      | Graffin                 | 3:04     |  |

| Japanese Version |                  |          |  |
| N.º              | Título           | Duración |  |
| 17.              | «Dream Of Unity» | 2:50     |  |

| Bonus B-Side Disc |                         |          |  |
| N.º               | Título                  | Duración |  |
| 1.                | «Universal Cynic»       | 2:18     |  |
| 2.                | «Markovian Process»     | 1:30     |  |
| 3.                | «News From The Front»   | 2:23     |  |
| 4.                | «Leaders And Followers» | 2:42     |  |
| 5.                | «Dream Of Unity»        | 2:52     |  |
| 6.                | «Tested»                | 3:04     |  |
| 7.                | «The Answer» (Live)     | 3:11     |  |
| 8.                | «The Dodo»              | 2:10     |  |
| 9.                | «Follow The Leader»     | 4:28     |  |

## Créditos
- Greg Graffin - cantante
- Brian Baker - guitarra
- Greg Hetson - guitarra
- Jay Bentley - bajo
- Bobby Schayer - batería

- Campino, de Die Toten Hosen - voces en "Raise Your Voice!"
- Ronnie Kimball - productor, técnico de sonido
- Alex Perialas - productor, técnico de sonido
- Gavin Lurssen - masterización
- Chris Lord-Alge - mezclas
- Jason Arnold - técnico de sonido
- Mike Dy - técnico de sonido
- Fred Kevorkian - técnico de sonido
- Steve Raskin - dirección artística, diseño
- Valerie Wagner - dirección artística, diseño
- Terry Richardson - fotografía
- Chris Toliver - fotografía